# Otus mirus
Otus mirus (лат.) — вид птиц рода совок семейства совиных. Подвидов не выделяют. Эндемик острова Минданао.

## Описание
Птица вида Otus mirus достигает размера от 19 до 20 сантиметров. Длина крыла 127—131 мм, длина хвоста 58 мм, масса 65 грамм. У взрослых птиц лицевой диск светло-серо-коричневый. Нижняя часть тела от коричнево-белого до беловато-кремового цвета с черными отметинами. Цвет радужной оболочки — жёлтый или коричневый. Клюв темно-зеленовато-серый.

## Образ жизни
Представители этого вида ведут ночной образ жизни и питается в основном насекомыми и другими членистоногими.